# Cimolai Technology
Cimolai Technology SpA est une très importante société italienne, spécialisée dans la conception, la construction et l'installation de très gros engins de manutention : grues mobiles portuaires, élévateurs à bateaux, chariots automoteurs, etc.
La société possède un catalogue de produits très vaste mais conçoit et réalise surtout des appareils à la demande.

## Histoire
Dès 1963, l'activité de la société l'oblige à s'agrandir et Armando Cimolai fait construire un grand atelier où il pourra développer ses activités au cours des années soixante et soixante-dix en concevant et construisant les structures métalliques de nombreuses usines pour les principales industries de l’époque ENEL, Zanussi, Fiat, Valeo.
Au fil du temps, la croissance de l'activité de la société ne faiblit pas et l'oblige à construire de nouveaux ateliers de fabrications. Rapidement les ouvrages réalisés par la société en Italie : hall pour avions, ponts routiers, autoroutiers et ferroviaires dont l'Italie abonde, couvertures de stades, font la réputation de la société qui se lance également dans la construction de grues portuaires. Dans les années quatre-vingt, la société se développe sur les marchés étrangers.
Au tournant du nouveau millénaire, Cimolai participe à la construction du pont sur le Grand Canal du Havre, du deuxième pont sur la Severn à Bristol et du stade olympique d'Athènes. La société est également engagée dans la mise en œuvre de la plaque tournante du Nouveau World Trade Center à New York, et les portes de l'élargissement du canal de Panama, ainsi que dans la construction du gratte-ciel Intesa Sanpaolo à Turin et le nouveau système de confinement de la centrale de Tchernobyl.
En 2004, la société a élargi ses activités dans la production d'outils spéciaux pour la construction de ponts, de viaducs et de tunnels, les chantiers navals et les industries avec la création d'une filiale, la société Cimolai Technology.

## Principales réalisations
- Grue portique MST 60 et 2 grues MST 20 pour la manutention de pales d’éoliennes dans une usine en Turquie (2018)[2]
- 2 retourneurs de compost dans l'usine de traitement des déchets à Trévise (2018),
- élévateur à bateaux, modèle MBH 1000, d'une capacité de levage de 1000 tonnes, au chantier STP (Servicios Técnicos Portuarios) de Palma de Mallorca (2018)[3]
- grue portique sur pneus, modèle MST 50, d'une capacité de levage de 50 tonnes, à la société allemande Dobler Baubetreuung spécialisée dans la fabrication d’éléments préfabriqués en béton (2018),
- 2 élévateurs à bateaux modèles MBH 1280 et MBH 1000, d'une capacité de levage de 1.280 et 1.000 tonnes à Bayonne Drydock & Repair Inc. (Bayonne, NJ, Etats-Unis). Le MBH 1280 est l'élévateur le plus puissant jamais construit au monde. Cet appareil vient renforcer l'entreprise qui compte déjà un élévateur MBH 1100 de 1.100 tonnes en service depuis plusieurs années (2018)[4]
- 12 portiques sur roues, modèle MST d'une capacité de levage de 36 tonnes, équipés d’aimants pour la manipulation de tôles, bundles et bobines pour l'aciérie Vizag Steel Plant à Visakhapatnam en Inde (2018),
- élévateur à bateaux sur pneus MBH 670, d'une capacité de 670 tonnes au chantier naval italien CRN Yacht d'Ancône, du groupe Ferretti (2018),
- grue portique sur rail Goliath RGC 320, d'une capacité de levage de 320 tonnes et d'une largeur de 50 mètres, au Chantier Naval Visentini en Italie (2018),
- élévateur à bateaux MBH 350 d'une capacité de 350 tonnes à Tauranga City Council en Nouvelle Zélande (2017),
- élévateur à bateaux MBH 220 (capacité maxi 220 tonnes américaines) ainsi qu’un élévateur MBH 485 (capacité maxi 485 tonnes américaines) pour le chantier naval CRP LMC PROPCO LLC à Ft. Lauderdale, Floride, USA (2017),
- modernisation de 2 grues portuaires sur rail STS (ship-to-shore) du port de Trieste en Italie. Les grues ont été up-gradées pour le déchargement de navires porte-conteneurs "Super Post Panamax" de 5ème génération avec une rangée de 21 conteneurs. Chaque grue peut soulever un conteneur de 45 tonnes à 56 mètres du quai à 40 mètres de hauteur (2017),
- portes étanches pour unité nucléaire, coulissantes et à guillotine, centrale Laser Mégajoule à Bordeaux France[5],
- Portes des 16 nouvelle écluses du canal de Panama (16 portes de 4.300 tonnes de 60 m de longueur, 10 m d'épaisseur et 33 m de hauteur)[6]
- coques des 3 paquebots de Seabourn Cruise Line : Seabourn Odyssey (2008) - Sojourn (2009) & Quest hulls (2010) de 32.000 tonnes chacune,
- 23 parois du MOSE de Venise (2014)[7]
- unités spéciales rotatives pour le lovage des câbles d'énergie frettés de très haute tension sur navires poseurs de câbles en mer, avec bras de portage.
- cuves rotatives étanches chauffantes pour l'imprégnation des câbles d'énergie à huile. Capacité 1.500 tonnes, résiste au vide et à la surpression de 10 tors/bars, température maxi de 140 °C devant revenir à zéro en moins de 4 heures.
- grues portiques sur pneus pouvant soulever et transporter des charges de 140 tonnes dans les ateliers et en extérieur. Plusieurs grues de ce type vendues à Siemens pour le chargement sur convois exceptionnels des turbines à vapeur[8].